# Waubun
Waubun ist eine Kleinstadt (mit dem Status „City“) im Mahnomen County im US-amerikanischen Bundesstaat Minnesota. Das U.S. Census Bureau hat bei der Volkszählung 2020 eine Einwohnerzahl von 409 ermittelt.
Die Stadt liegt, wie auch das gesamte County, innerhalb der White Earth Indian Reservation der Anishinabe.

## Geografie
Waubun liegt im mittleren Nordwesten Minnesotas auf 47°10′50″ nördlicher Breite und 95°56′21″ westlicher Länge. Der Ort erstreckt sich über eine Fläche von 1,32 km².
Benachbarte Orte von Waubun sind Mahnomen (17 km nördlich) und Ogema (9,9 km südlich).
Die nächstgelegenen größeren Städte sind Winnipeg in der kanadischen Provinz Manitoba (338 km nordnordwestlich), Duluth am Oberen See (335 km östlich), Minneapolis (363 km südöstlich) und Fargo in North Dakota (98,7 km südwestlich).
Die Grenze zu Kanada befindet sich 222 km nördlich.

## Verkehr
Am südöstlichen Ortsrand kreuzen der in Nord-Süd-Richtung verlaufende U.S. Highway 59 und die Minnesota State Route 200. Alle weiteren Straßen sind untergeordnete Landstraßen, teils unbefestigte Fahrwege sowie innerstädtische Verbindungsstraßen.
Parallel zum US 59 verläuft eine Eisenbahnlinie der Canadian Pacific Railway.
Mit dem Mahnomen County Airport befindet sich 9,6 km nördlich ein kleiner Regionalflugplatz. Die nächsten internationalen Flughäfen sind der Hector International Airport in Fargo (95 km südwestlich), der Winnipeg James Armstrong Richardson International Airport (346 km nordnordwestlich) und der Minneapolis-Saint Paul International Airport (386 km südöstlich).

## Demografische Daten
Nach der Volkszählung im Jahr 2010 lebten in Waubun 400 Menschen in 160 Haushalten. Die Bevölkerungsdichte betrug 303 Einwohner pro Quadratkilometer. In den 160 Haushalten lebten statistisch je 2,5 Personen.
Ethnisch betrachtet setzte sich die Bevölkerung zusammen aus 46,0 Prozent Weißen, 0,3 Prozent (eine Person) Afroamerikanern, 33,3 Prozent amerikanischen Ureinwohnern sowie 0,3 Prozent (eine Person) Asiaten; 20,3 Prozent stammten von zwei oder mehr Ethnien ab. Unabhängig von der ethnischen Zugehörigkeit waren 2,0 Prozent der Bevölkerung spanischer oder lateinamerikanischer Abstammung.
31,7 Prozent der Bevölkerung waren unter 18 Jahre alt, 50,5 Prozent waren zwischen 18 und 64 und 17,8 Prozent waren 65 Jahre oder älter. 57,0 Prozent der Bevölkerung war weiblich.

Das mittlere jährliche Einkommen eines Haushalts lag bei 33.083 USD. Das Pro-Kopf-Einkommen betrug 19.571 USD. 27,8 Prozent der Einwohner lebten unterhalb der Armutsgrenze.